# Народний авангард (партія)
Партія Народний авангард (ісп. Partido Vanguardia Popular) — комуністична партія Коста-Рики.

## Історія
Партія під робочою назвою Робітнича і фермерська партія була заснована 4 квітня 1930 року, однак невдовзі була перейменована у Комуністичну партію Коста-Рики (ісп. Partido Comunista de Costa Rica). Сучасну назву партія отримала у 1943 році. У 1940-х роках увійшла до складу уряду та зуміла домогтися змін до конституції.
У березні 1984 року партія розкололася — з неї виділилась фракція на чолі з Едуардо Мора Вальверде, що пізніше переросла у Комуністичну партію Коста-Рики.
1995 року стала ядром альянсу «Єдиний народ», що на виборах 1998 року отримав 2 % голосів та увійшов до об'єднання «Демократична сила»